# 卡尔塞斯
卡尔塞斯（法語：Carcès，法語發音：[kaʁsɛs]）是法国普罗旺斯-阿尔卑斯-蓝色海岸大区瓦尔省的一个市镇，属于布里尼奥勒区。

## 地理
卡尔塞斯（43°28'34"N, 6°10'58"E）面积35.76 平方千米，位于法国普罗旺斯-阿尔卑斯-蓝色海岸大区瓦尔省，该省份为法国东南部沿海省份，北起上普罗旺斯阿尔卑斯省，西北角与沃克吕兹省接壤，西接罗讷河口省，南濒地中海，东临滨海阿尔卑斯省。
与卡尔塞斯接壤的市镇（或旧市镇、城区）包括：科蒂尼亚克、卡巴斯、科朗斯、昂特勒卡斯托、阿尔让河畔蒙福尔、勒托罗内、勒瓦勒、卡拉米河畔万。

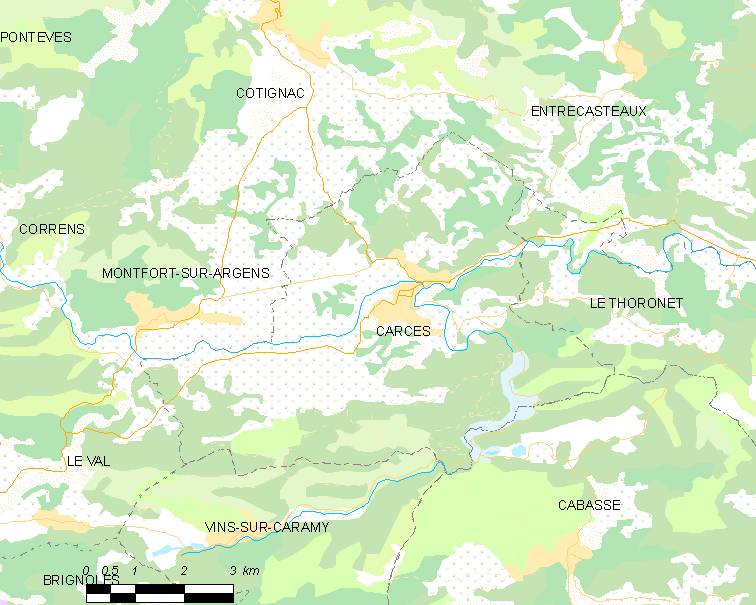
卡尔塞斯的OSM定位图

卡尔塞斯的时区为UTC+01:00、UTC+02:00（夏令时）。

## 行政
卡尔塞斯的邮政编码为83570，INSEE市镇编码为83032。

## 政治
卡尔塞斯所属的省级选区为布里尼奥勒县。

## 人口

1962-2008年间卡尔塞斯人口变化图示

卡尔塞斯于2022年1月1日时的人口数量为3407人。